# Ixabepilonă
Ixabepilona este un agent chimioterapic utilizat în tratamentul unor cancere, precum cancerul mamar (în asociere cu capecitabină). Calea de administrare disponibilă este cea intravenoasă.
Este un analog structural semisintetic al epotilonei B, produsă de specia Sorangium cellulosum. Prezintă un mecanism de acțiune similar cu ceilalți derivați de taxan, fiind un stabilizator al microtubulilor.